# Etnografiska museet, Zagreb

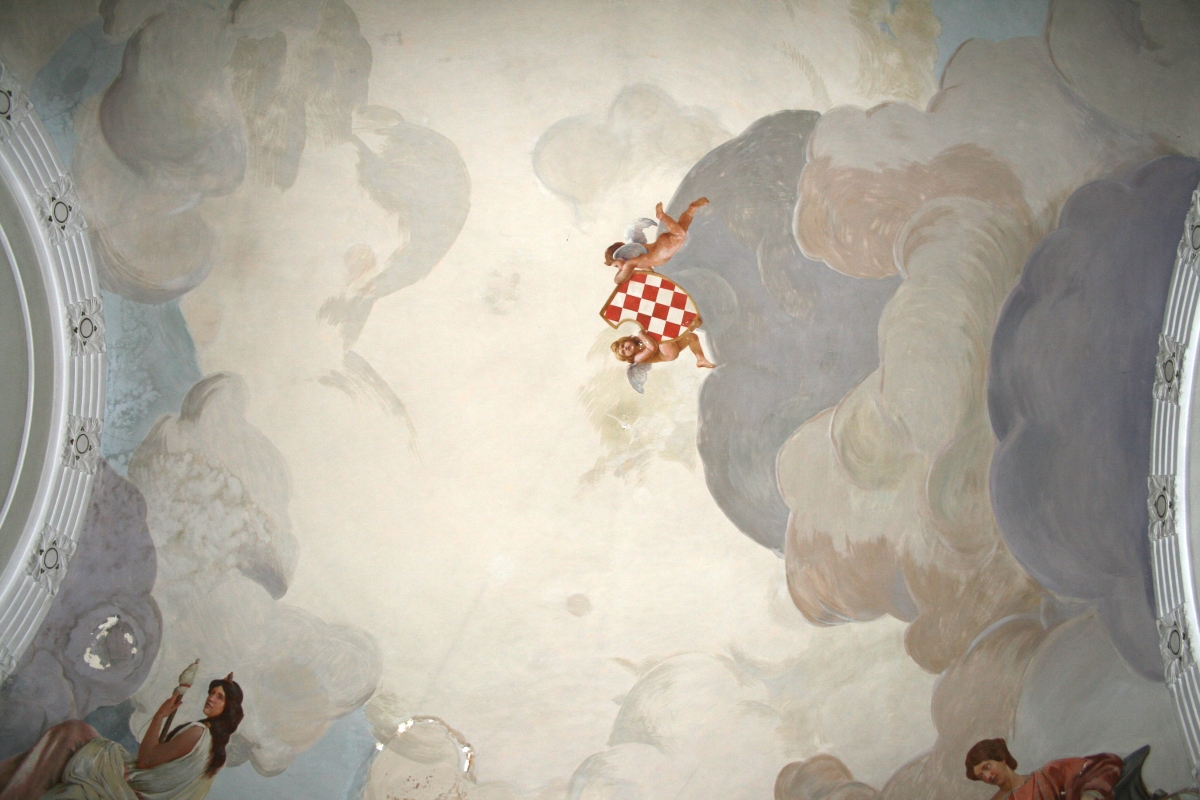
Takfresker av Oton Iveković.

Etnografiska museet (kroatiska: Etnografski muzej, akronym EMZ) är ett etnografiskt museum i Zagreb i Kroatien. Det etablerades 1919 och ligger i Nedre staden. Museet ägnar sig åt systematisk insamling, bevaring och presentation av folklore och folkkultur. I dess samlingar finns över 85 000 föremål från främst Kroatien men även andra länder.

## Historik
Etnografiska museet etablerades 1919 genom en sammanslagning av det forna Nationalmuseets (grundat år 1846) etnografiska samlingar samt handelsmannens Salomon Bergers samlingar av textilier. Det kallades till en början för Nationalmuseets etnografiska avdelning och därefter Etnografiska museet.

## Museibyggnaden
Museibyggnaden ligger vid Ivan Mažuranićs torg (Trg Ivana Mažuranića) vid den västra kröken av Lenuzzis hästsko. Den är uppförd i Secessionsstil enligt ritningar av arkitekten Vjekoslav Bastl som hade varit elev hos Otto Wagner och då byggnaden uppfördes arbetade hos den lokala arkitektbyrån Hönigsberg & Deutsch. Byggnaden invigdes år 1904 och tjänade ursprungligen som handels- och hantverksmuseum.
Dess centrala del har en kupol utsmyckad med skulpturer av Rudolf Valdec. Kupolens insida har fresker målade av Oton Iveković. Under 1920-talet avlägsnades flera detaljer typiska för Secessionen från fasaden. Byggnaden skulle senare i omgångar komma att anpassas för att kunna uppvisa det etnografiska museets samlingar. Den mest omfattade anpassningen projekterades av Aleksandar Freudenreich och tillkom år 1972.